# منتخب كينيا لكرة القدم للسيدات
منتخب كينيا الوطني لكرة القدم للسيدات (بالإنجليزية: Kenya women's national football team)‏ هو ممثل كينيا الرسمي في المنافسات الدولية في كرة القدم للسيدات، يديريه اتحاد كينيا لكرة القدم.